# Риппл, Уильям
Уильям «Билл» Риппл (Рипл) (William J. Ripple; род. 10 марта 1952) — американский эколог.
Доктор философии (1984), заслуженный профессор Университета штата Орегон. Отмечен Spirit of Defenders Award от Defenders of Wildlife (2009).

## Биография
Окончил South Dakota State University (бакалавр, 1974). В 1978 году получил степень магистра в Айдахском университете. В 1984 году получил степень доктора философии в Университете штата Орегон, где ныне является заслуженным профессором экологии.
В 2017 году Риппл возглавил международную команду, выпустившую «Второе Предупреждение учёных мира человечеству», собравшее более 20 тыс. подписей из 184 стран. 5 ноября 2019 года журнал BioScience опубликовал инициированное в частности У. Рипплом обращение учёных и экологов к мировой общественности, которое подписали свыше 11 тысяч специалистов, в котором отмечается, что Земля находится в «чрезвычайной климатической ситуации», и что «климатический кризис наступил и усугубляется гораздо быстрее, чем ожидало большинство», а также, что без коренного изменения курса в области климатической политики будет невозможно предотвратить «невыразимые человеческие страдания», а «из представленных данных очевидно, что нам грозит климатическое бедствие».
Автор более 90 рецензированных публикаций, по большей части посвящённых трофическим каскадам (см. Trophic cascade).